# Wschowa
Wschowa (tyska och svenska: Fraustadt) är en stad i västra Polen och är huvudort i distriktet Powiat wschowski i Lubusz vojvodskap. Tätorten hade 14 266 invånare år 2014 och är centralort i en stads- och landskommun med totalt 21 639 invånare samma år.

## Historia
Orten uppstod som en bosättning i de omstridda gränstrakterna mellan hertigdömena Storpolen och Schlesien. Platsen omnämns första gången i en påvlig bulla av Innocentius II 1136, som en by tillhörande det polska ärkebiskopsdömet Gniezno. Under 1200-talet slog sig tyska bosättare ned i orten och i mitten av 1200-talet gavs staden stadsrättigheter enligt magdeburgsk rätt. Läget vid handelsrutterna mellan Poznań och Böhmen var gynnsamt för stadens handel. Det slaviska namnet Veschow finns belagt i skrift sedan 1248 och det tyska Frowenstadt Civitas sedan år 1290. Staden var omstridd under de tidiga åren innan den 1343 erövrades av den polske kungen Casimir III. Stadens viktigaste näringar var vävning, krukmakeri, silversmide och skomakeri.
Under 1500-talet blev staden ett protestantiskt fäste i det huvudsakligen katolska polska kungadömet. Staden förvaltades av en polsk kunglig starosta. Från 1699 och under 1700-talet tjänade staden vid några tillfällen som inofficiell huvudstad för det Polsk-litauiska samväldet, då Polens senat höll möten här under de sachsisk-polska monarkerna av huset Wettin, och utländska sändebud togs emot i staden. Den 3 februari 1706 (enl. svenska kalendern, 13 feb. 1706 enl. gregorianska kalendern) utspelade sig slaget vid Fraustadt under det stora nordiska kriget här, då den svenska armén besegrade en sachsisk-rysk armé.
I Polens andra delning 1793 tillföll staden kungariket Preussen. Staden var efter 1815 huvudort i Landkreis Fraustadt i provinsen Posen och var preussisk garnisonsstad. Genom ryska importtullar från 1820 förlorade stadens väverier sina marknader, och istället fick staden bland annat en sockerfabrik under 1800-talet. Staden anslöts till järnvägen mellan Glogau och Lissa 1857. 
Efter första världskriget drogs den nya tysk-polska gränsen nära staden, som nu blev del av den tyska restprovinsen Grenzmark Posen-Westpreussen, efter 1938 provinsen Niederschlesien.
Vid utbrottet av andra världskriget i september 1939 var Fraustadt den enda tyska stad som utsattes för polsk beskjutning. Mellan den 31 januari och 1 februari 1945 erövrades staden av Röda armén. Efter krigsslutet tillföll staden Folkrepubliken Polen enligt Potsdamöverenskommelsen och den tyska delen av befolkningen tvångsförflyttades över den nya gränsen vid Oder-Neisselinjen. Området återbefolkades av flyktingar och bosättare från Övre Schlesien och från områdena som tillfallit Sovjet öster om Curzonlinjen. Sedan 1945 är staden känd under sin polska officiella namnform Wschowa. Staden är i Sverige även känd under sitt tyska namn Fraustadt och har också gett upphov till ett bakverk som heter Fraustadtbakelse.
Staden blev 2002 huvudort i det då bildade distriktet Powiat wschowski, efter att 1999-2001 ha tillhört Powiat nowosolski.

## Kultur och sevärdheter

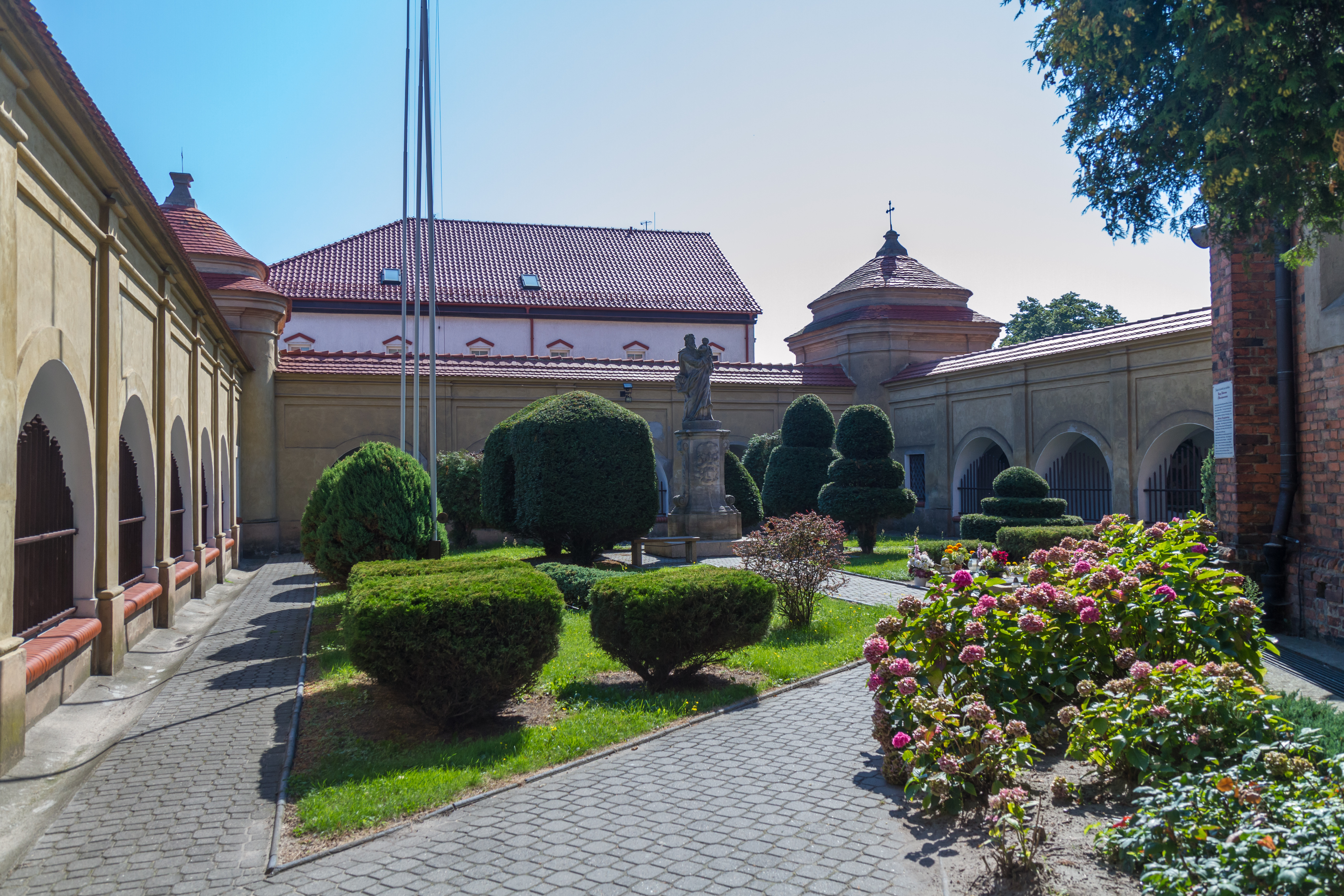
Franciskanerklostrets trädgård
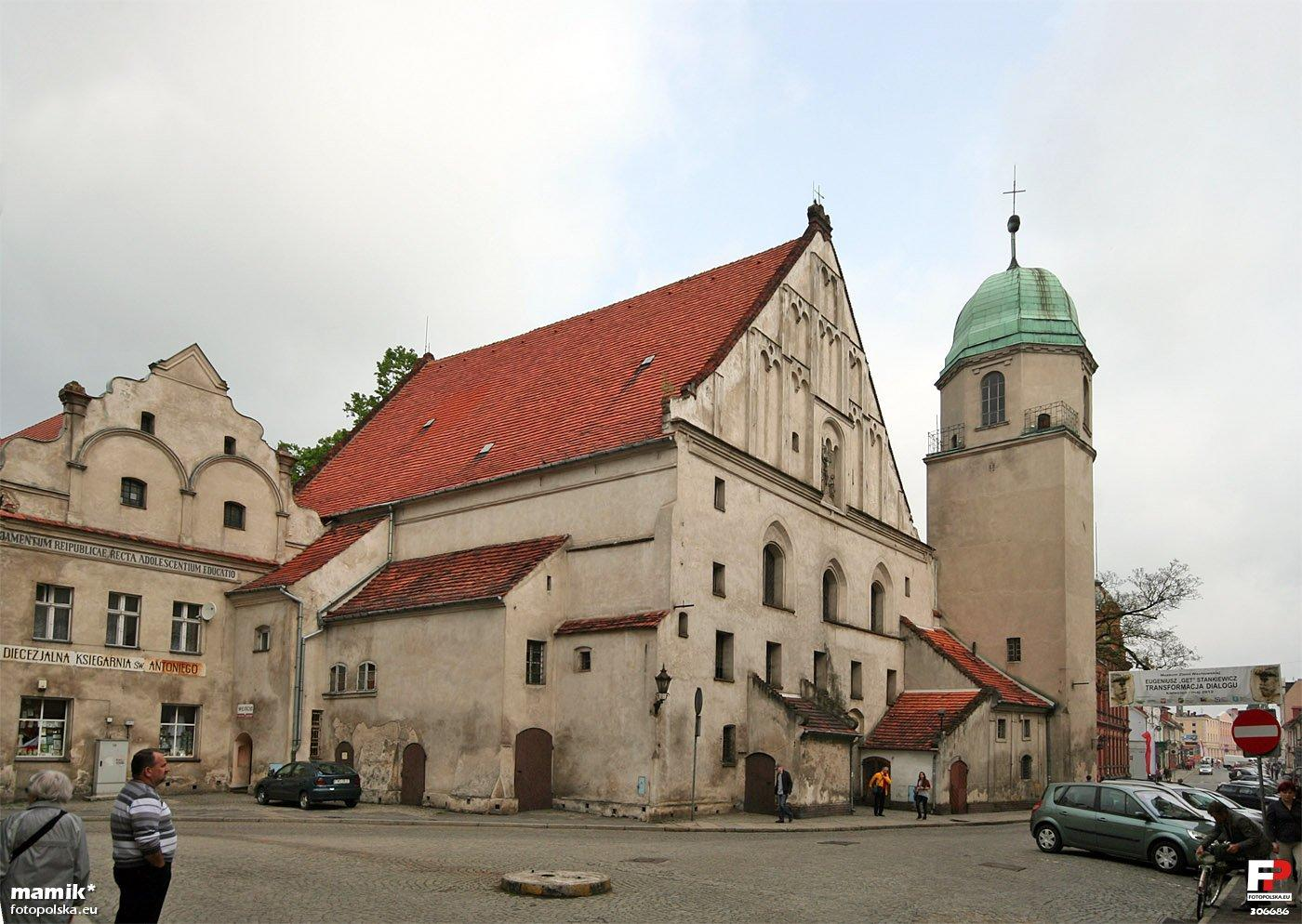
Protestantiska kyrkan
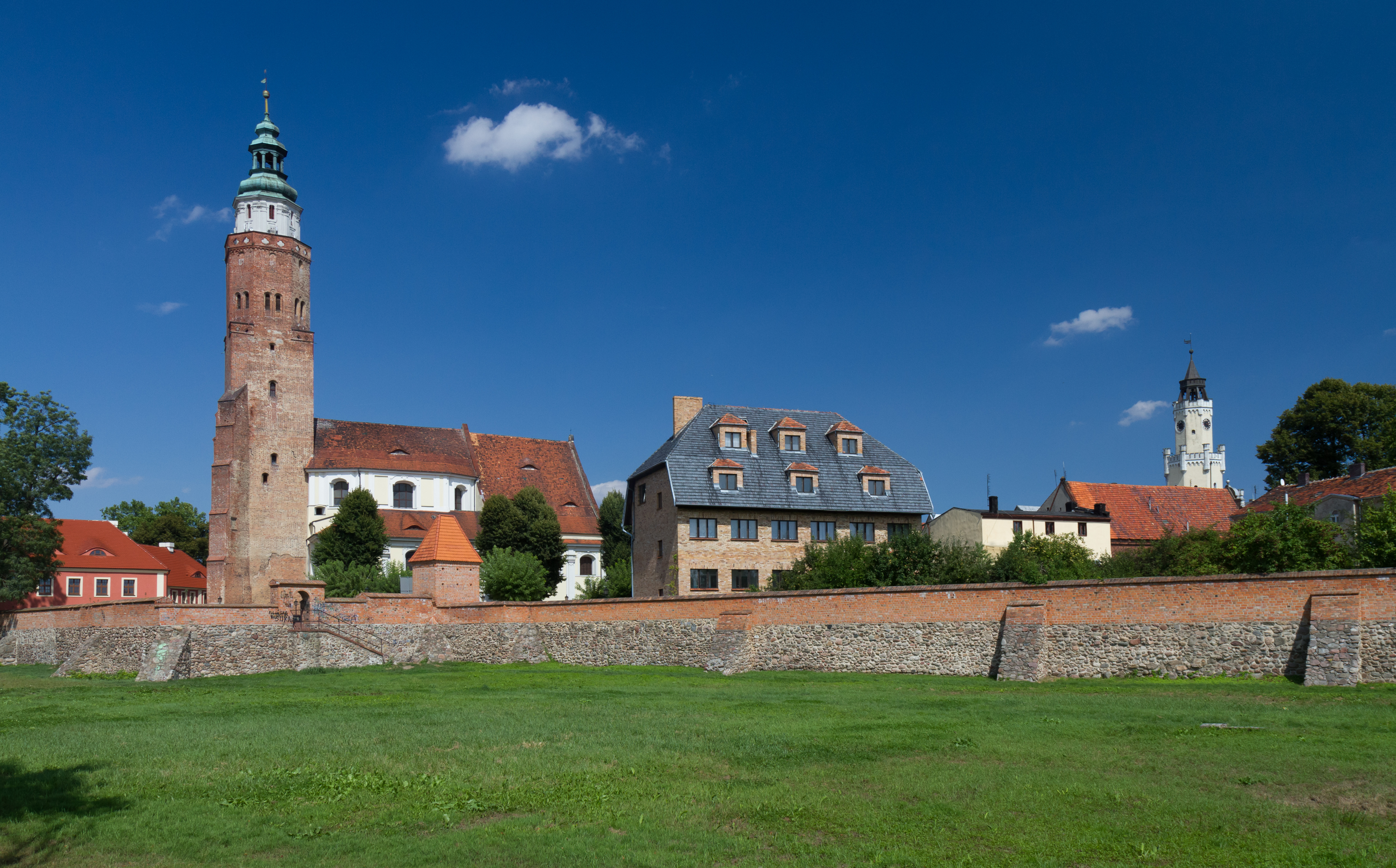
Vy mot stadsmuren och stadens katolska kyrka
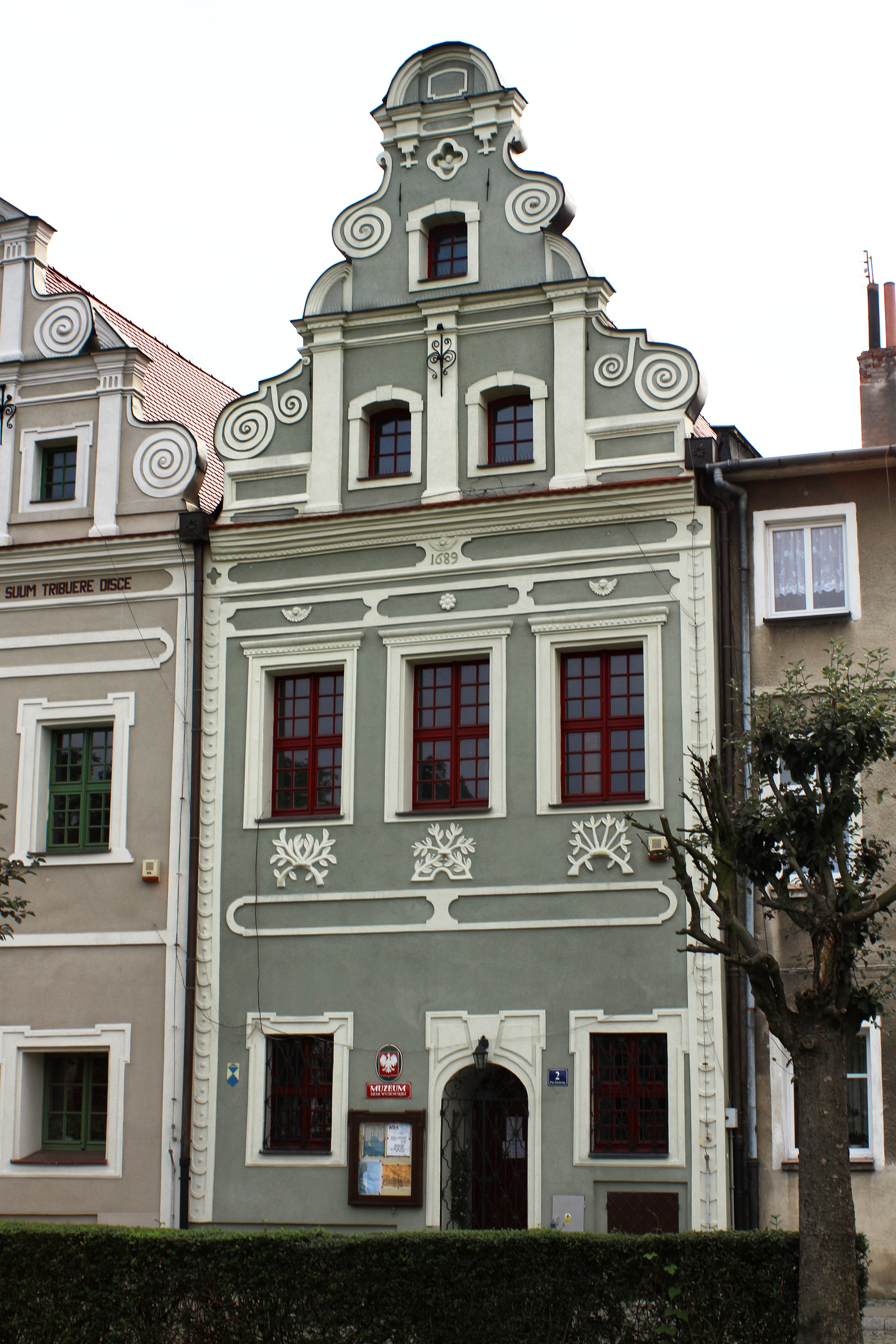
Stadsmuseet

- Stadens rådhus uppfördes på 1500-talet och fick sitt nuvarande utseende 1860.
- Stadens gotiska kyrka, uppförd på 1400-talet, är helgad åt martyrbiskopen Stanisław och Marie himmelsfärd. Efter en brand 1685 fick kyrkan sitt nuvarande utseende på 1720-talet.
- Stadens tidigare protestantiska kyrka, Kristi krubba-kyrkan.
- Franciskanerklostret, uppfört 1638–1646 och senare ombyggt.
- Protestantiska kyrkogården från 1600-talet.
- Resterna av stadsmuren, uppförd under 1400- och 1500-talet.
- Stadsmuseet, inrymt i ett historiskt borgarhus vid Zamkowytorget.

## Kända invånare
- Ernst Günther Burggaller (1894-1940), tysk stridspilot och rallyförare.
- Waldy Dzikowski (född 1959), politiker tillhörande Medborgarplattformen.
- Alfred Fellisch (1884-1973), socialistisk politiker.
- Bronisław Geremek (1932-2008), politiker för Frihetsunionen och historiker, gick i skolan i Wschowa.
- Christian Gryphius (1649-1746), teolog och dramatiker.
- Valerius Herberger (1562-1627), teolog och psalmförfattare.
- Samuel Friedrich Lauterbach (1662-1728), teolog och historiker.
- Melchior Teschner (1584-1635), kyrkomusiker och kompositör.